# Turniej Nordycki 2002
Turniej Nordycki 2002 – 6. edycja Turnieju Nordyckiego (Skandynawskiego) w historii skoków narciarskich. W tym sezonie odbyły się cztery konkursy. Zwycięzcą całego cyklu został Matti Hautamäki. Zawody turnieju zostały rozegrane w Lahti, Falun, Trondheim i Oslo.

## Zwycięzcy konkursów
| Lp | Data          | Miejsce   | 1. miejsce      | 2. miejsce     | 3. miejsce                  |
| -- | ------------- | --------- | --------------- | -------------- | --------------------------- |
| 1. | 1 marca 2002  | Lahti     | Martin Schmitt  | Adam Małysz    | Robert Kranjec              |
| 2. | 13 marca 2002 | Falun     | Matti Hautamäki | Martin Schmitt | Sven Hannawald Janne Ahonen |
| 3. | 15 marca 2002 | Trondheim | Matti Hautamäki | Adam Małysz    | Sven Hannawald              |
| 4. | 17 marca 2002 | Oslo      | Simon Ammann    | Sven Hannawald | Adam Małysz                 |

## Klasyfikacja końcowa 2002
Zwycięzcą klasyfikacji generalnej został po raz pierwszy w swojej karierze Matti Hautamäki. Drugie miejsce zajął Adam Małysz.
| Miejsce | Zawodnik          | Punkty |
| ------- | ----------------- | ------ |
| 1.      | Matti Hautamäki   | 277    |
| 2.      | Adam Małysz       | 265    |
| 3.      | Martin Schmitt    | 256    |
| 4.      | Simon Ammann      | 226    |
| 5.      | Janne Ahonen      | 205    |
| 6.      | Sven Hannawald    | 200    |
| 7.      | Robert Kranjec    | 169    |
| 8.      | Christof Duffner  | 88     |
| 8.      | Risto Jussilainen | 88     |
| 10.     | Kazuyoshi Funaki  | 79     |